# 神田司町
神田司町（かんだつかさちょう）は、東京都千代田区の町名。現行行政地名は神田司町二丁目。住居表示未実施区域。

## 地理
千代田区北部に位置し、神田地域に属する。町域北部は、神田小川町・神田須田町にそれぞれ接する。東部は神田多町に接する。南部は神田警察通りに接し、これを境に内神田に接する。西部は神田美土代町に接する。かつては一丁目も存在したが、1966年の住居表示実施により現在は内神田一丁目および同二丁目の一部となっている。町域内は商業地で、オフィスビルや商店などが多く見られる。

## 世帯数と人口
2025年（令和7年）3月1日現在（千代田区発表）の世帯数と人口は以下の通りである。
- 世帯数 : 397世帯
- 人口 : 608人

### 人口の変遷
国勢調査による人口の推移。
| 年                 | 人口 |
| ------------------ | ---- |
| 1995年（平成7年）  | 285  |
| 2000年（平成12年） | 326  |
| 2005年（平成17年） | 354  |
| 2010年（平成22年） | 420  |
| 2015年（平成27年） | 405  |
| 2020年（令和2年）  | 503  |

### 世帯数の変遷
国勢調査による世帯数の推移。
| 年                 | 世帯数 |
| ------------------ | ------ |
| 1995年（平成7年）  | 105    |
| 2000年（平成12年） | 110    |
| 2005年（平成17年） | 144    |
| 2010年（平成22年） | 210    |
| 2015年（平成27年） | 231    |
| 2020年（令和2年）  | 318    |

## 学区
区立小・中学校に通う場合、学区は以下の通りとなる（2017年8月現在）。なお、千代田区の中学校では学校選択制度を導入しており、区内全域から選択することが可能。
- 区域 : 二丁目　全域
  - 小学校 : 千代田区立千代田小学校
  - 中学校 : 千代田区立麹町中学校 または 千代田区立神田一橋中学校

## 交通
町域内に鉄道駅はないが、地下鉄丸ノ内線・淡路町駅や都営新宿線・小川町駅、千代田線・新御茶ノ水駅が至近にある。

## 事業所
2021年（令和3年）現在の経済センサス調査による事業所数と従業員数は以下の通りである。
- 事業所数 : 381事業所
- 従業員数 : 7,681人

### 事業者数の変遷
経済センサスによる事業所数の推移。
| 年                 | 事業者数 |
| ------------------ | -------- |
| 2016年（平成28年） | 292      |
| 2021年（令和3年）  | 381      |

### 従業員数の変遷
経済センサスによる従業員数の推移。
| 年                 | 従業員数 |
| ------------------ | -------- |
| 2016年（平成28年） | 5,497    |
| 2021年（令和3年）  | 7,681    |

### 主な企業
- 大塚製薬東京本社ビル（大塚グループ各社本社）
  - 大塚ホールディングス
  - 大塚製薬
  - 大塚製薬工場
  - 大塚化学
  - 大塚食品 他
- アース製薬本社
- 富士リプロ
- 和光堂
- 東亜商事本社
- NTT神田ビル
- オーク東京ビル

## 施設
- 神田公園出張所
- 千代田区立千代田小学校
- 千代田区立千代田幼稚園
- 千代田区立神田児童公園

## 読み方
司町は「つかさちょう」であって、「つかさまち」ではない。神田地区の多くの町名は「・・・ちょう」と発音するものが多いが、小川町（おがわまち）のような例外もある。この項目の筆者は隣接する祖父の代から多町二丁目に居住おり、司町にも多くの知人がいたが、今に至るまで「つかさまち」と発音する人に出会ったことはない。

## その他

### 日本郵便
- 郵便番号 : 101-0048[4]（集配局 : 神田郵便局[17]）。